# Institut Geogràfic Nacional d'Espanya

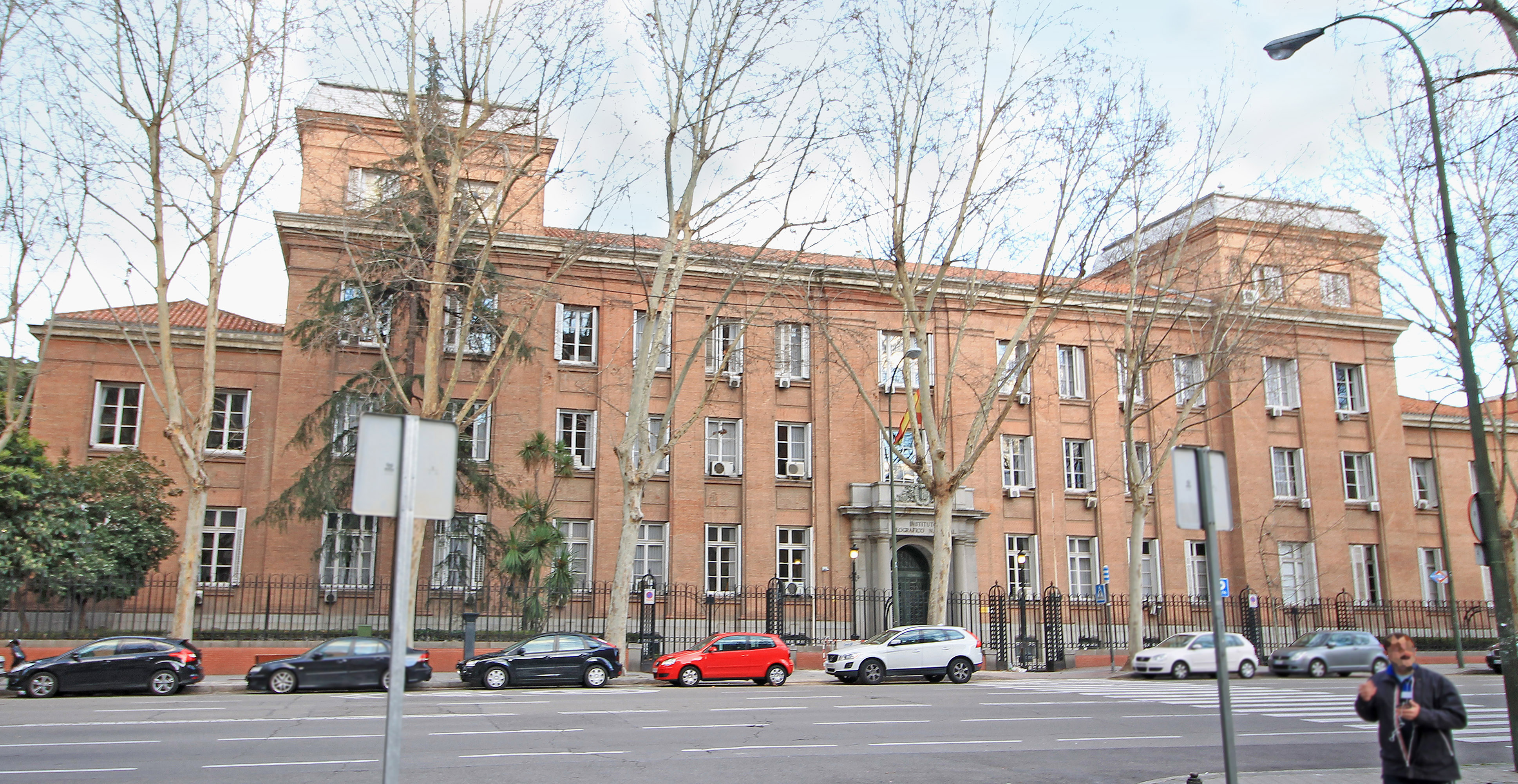
Seu de l'Institut Geogràfic Nacional d'Espanya, a Madrid.

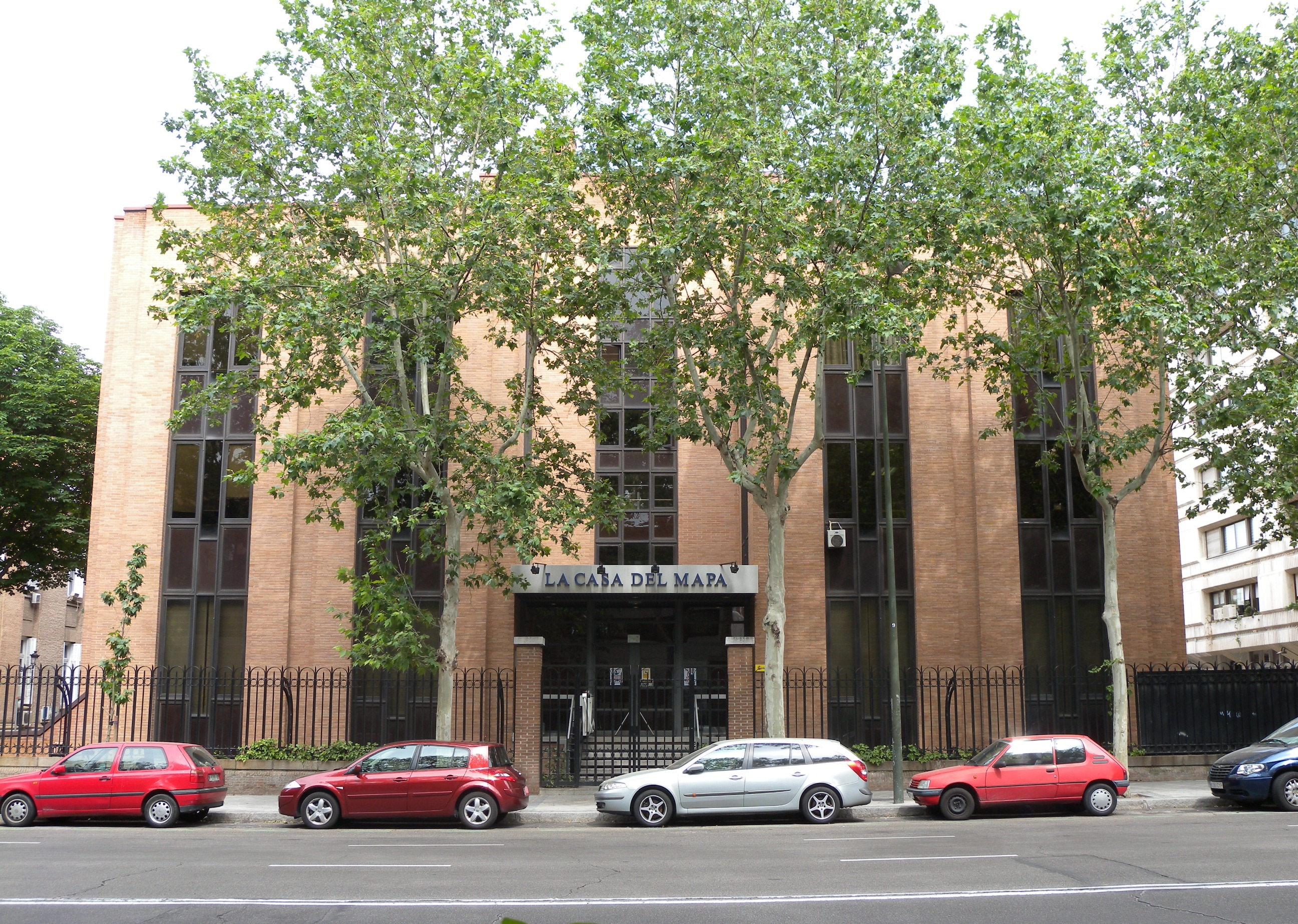
Casa del Mapa.

L'Institut Geogràfic Nacional d'Espanya és una entitat pública, depenent del Ministeri de Foment d'Espanya, adscrit a la Secretaria General de Relacions Institucionals i Coordinació i a càrrec d'un Director General que és alhora President del Centre Nacional d'Informació Geogràfica.

## Funcions
- L'observació astronòmica i la participació en projectes nacionals i internacionals d'investigació astronòmica.
- L'observació, càlcul i manteniment de les xarxes geodèsiques, xarxes d'anivellament i xarxa de mareògrafs.
- La formació i actualització de les sèries cartogràfiques del Mapa Topogràfic Nacional a escales 1/25.000 i 1/50.000; i producció de les altres cartografia bàsica, tant digital com analògica, i derivada, així com la gestió dels laboratoris i tallers cartogràfics per al compliment dels programes propis i de col·laboració en la realització dels d'altres unitats del ministeri.
- La investigació, desenvolupament i aplicació de sistemes de Teledetecció i tractament d'imatges.
- La producció, manteniment i explotació de la Infraestructura de Dades Espacials d'Espanya (IDEE), en col·laboració amb la comunitat d'organismes productors de cartografia a Espanya.
- La realització i actualització de l'Atles Nacional d'Espanya i de la cartografia temàtica corresponent als plans cartogràfics i als programes d'actuació específica de l'Administració General de l'Estat.
- L'estudi i la investigació geofísica, inclòs el control i anàlisi del camp magnètic terrestre.
- L'estudi de la sismicitat en general, i dels moviments sísmics i l'activitat volcànica en particular a Espanya, comunicant els resultats dels seus treballs i els riscos associats a les esmentades activitats.

## Història
L'Institut Geogràfic Nacional d'Espanya va ser creat el 1870 dependent del Ministeri de Foment i els treballs del qual se centraven en la cartografia, les triangulacions geodèsiques i els pesos i mesurades. El 1900 va passar a dependre del Ministeri d'Instrucció Pública, integrant-se l'astronomia dins de les competències de l'Institut en incorporar-se el Reial Observatori de Madrid el 1904. En finalitzar la Guerra Civil Espanyola el 1939, com altres serveis considerats estratègics, va passar a dependre directament de la Presidència del Govern, fins que el 1987 tornà a dependre del Ministeri d'Obres Públiques; al mateix moment es crea el Centre Nacional d'Informació Geogràfica. Entre 1939 i 1977 la seva denominació fou Institut Geogràfic i Cadastral.
Va mantenir fins al 1991 les competències en matèria de metrologia, que aquell any van passar a l'Institut Nacional de Metrologia d'Espanya. L'actual estructura i funcions són, bàsicament, fruit de les remodelacions de l'any 1995.

## Directors generals
- Carlos Ibáñez e Ibáñez de Ibero (1870-1890)
- Severo Gómez Núñez (1917, 1921-1922)
- Rodolfo Núñez de las Cuevas (1974–1980)
- Julio Morencos Tevar (1980–1983)
- Emilio Murcia Navarro (1983–1984)
- Ángel Arévalo Barroso (1985–1994)
- José Teófilo Serrano Beltrán (1994–1995)
- Ricardo Díaz Zoido (1995–1996)
- José Antonio Canas Torres (1996–2002)
- Alberto Sereno Álvarez (2002-2012)
- Amador Elena Córdoba (2012-2018)
- Lorenzo García Asensio (2018-)